# Vágartunnelen
Vágartunnelen (færøsk: Vágatunnilin) er en tunnel, der forbinder Vágar med Streymoy under Vestmannasund og dermed Tórshavn med Vágar Lufthavn og var, indtil Nordøtunnelen blev åbnet, den længste tunnel på Færøerne.
Tunnelen erstatter færgen fra Vestmanna til Vágar, og der afkræves vejafgift. Med et automatisk webkamera registreres det enkelte køretøj, og man kan selv vælge, om man vil have tilsendt et indbetalingskort eller betale på den nærmeste tankstation. Kørselstiden fra lufthavnen til Tórshavn er med personbil ca. 45 minutter.
Tunnelbyggeriet er udført af entreprenørfirmaet NCC, og bygherre er det i 1999 stiftede aktieselskab "Vágatunnilin pf". Byggeriet startede den 28. september 2000 på Streymoy og den 27. september 2001 på Vágar. Den blev indviet den 10. december 2002 og kostede 240 millioner DKK, deraf har Færøernes Landsstyre betalt 160 millioner DKK.
Den 4,9 kilometer lange tunnel er 10 meter bred, vejbredden 7 meter, og vejen er tosporet med vigepladser for hver 500 meter. Det dybeste punkt er 105 meter under havoverfladen. Der blev sprængt 327.000 kubikmeter basaltsten, som med lastvogne blev tranporteret til vejarbejde og etablering af en ny havn ved Kollafjørður. Der er brugt 850 tons sprængstof til sprængningsarbejde og 1000 tons beton til tætning af lækager.

## Ekstern henvisning
- Tunnil.fo Tunnelens hjemmeside (færøsk)

62°06′29″N 07°04′16″V / 62.10806°N 7.07111°V